# Jinder Mahal
Yuvraj Singh Dhesi (* 19. Juli 1986 in Calgary, Kanada), besser bekannt unter seinem Ringnamen Jinder Mahal, ist ein kanadischer Wrestler mit indischen Wurzeln, der zuletzt bei WWE unter Vertrag stand.
Sein bisher größter Erfolg ist jeweils der Gewinn der WWE Championship und WWE United States Championship.

## Wrestling-Karriere

### Independent-Ligen (2003–2010)
Dhesi begann seine Karriere bei der Wrestlingpromotion Premier Martial Arts Wrestling (PMW), wo er als Raj Dhesi auftrat. Von 2003 bis 2010 trat Dhesi in verschiedenen Promotionen auf. Seine größten Erfolge in der Independentszene konnte er mit seinem Cousin Gama Singh Jr. erringen. Mit ihm gewann er bei Stampede Wrestling zwei Mal die Stampede Wrestling International Tag Team Championship. Unter anderem gewannen die beiden bei All-Star Wrestling die ASW Tag Team Championship. Bei Prairie Wrestling Alliance gewann er als Singlewrestler zwei Mal die PWA Heavyweight Championship. Nach seiner Entlassung trat er wieder in Independent-Ligen an, darunter auch für World Wrestling Council.

### WWE (2010–2014)
Ein Jahr trat er bei Florida Championship Wrestling, der damaligen Aufbauliga der WWE an. Sein Debüt im Main Roster gab er am 29. April 2011 bei SmackDown. Dort trat er als Schwager und Tag Team-Partner von Great Khali auf. Das Team löste sich auf, als sie am 9. September 2011 bei SmackDown gegen die WWE Tag Team Champions Evan Bourne und Kofi Kingston verloren. Danach begann er eine Fehde gegen den Great Khali, welche er verlor. Danach folgten kleinere Fehden für ihn. Er nahm am Turnier um die erste NXT Championship teil, verlor aber am 26. Juli 2012 im Finale gegen Seth Rollins, sodass Rollins die NXT Championship gewann.
Vom 21. September 2012 bis zum 12. Juni 2014 bildete er mit Drew McIntyre und Heath Slater das Stable 3MB. Sie traten als Band auf. Danach schloss sich Hornswoggle dem Stable 3MB an. Ihre letzte Fehde hatten sie gegen Los Matadores (Diego, Fernando und El Torito). Am 12. Juni 2014 wurden er und Drew McIntyre von der WWE entlassen, womit sich auch 3MB auflöste.

### Rückkehr zu den Independent-Ligen (2014–2016)
Dhesi kehrte 2014 zu den Independent-Ligen zurück. Er trat unter anderem bei World Wrestling Council und Inoki Genome Federation auf.

### Rückkehr zur WWE (seit 2016)
Nachdem WWE wieder die Roster Split einführte, entschied sich WWE dazu, Dhesi erneut unter Vertrag zu nehmen. Seine Rückkehr wurde am 27. Juli offiziell bestätigt. Bei der Raw-Ausgabe vom 1. August 2016 kehrte er zu WWE zurück. Er betrat gemeinsam mit seinem ehemaligen Stable-Kollegen Heath Slater den Ring, wo die beiden vom Raw-Generalmanager Mick Foley einen Vertrag für Raw forderten. Dabei setzte Mick Foley ein Match zwischen den beiden an, wobei der Sieger einen Vertrag bei Raw erhalten sollte. Er konnte bei diesem Match Heath Slater besiegen, womit er ein Teil des Raw-Rosters wurde.
Am 19. Dezember 2016 bildete er bei Raw mit Rusev ein Tag Team, nachdem die beiden Enzo Amore attackierten. Daraufhin begannen die beiden eine Fehde gegen Big Cass und Enzo Amore. Am 5. März 2017 gaben er und Rusev bei Fastlane die Trennung des Tag Teams bekannt.
Bei der SmackDown-Ausgabe vom 11. April 2017 wechselte er beim Superstar Shake-Up zu SmackDown und ist seitdem ein Teil des SmackDown-Rosters. Dort bildet er mit Samir Singh und Sunil Singh ein Stable.
Am 21. Mai 2017 gewann er beim PPV Backlash die WWE Championship von Randy Orton.
Am 7. November verlor er den Titel bei SmackDown gegen AJ Styles. Von da an war er nur noch Teil von kleineren Matches und war komplett aus dem Titelgeschehen raus.
Im Rahmen des Superstar Shake-Ups 2019 wechselte Mahal am 23. April 2019 von Raw zu SmackDown. Am 2. Juni 2019 gewann Mahal den WWE 24/7 Championship von R-Truth auf einem Golfplatz, jedoch endete die Regentschaft nach bereits 11 Sekunden, nachdem Truth sich den Titel wieder zurückholte. Am 6. Juni 2019 gewann Mahal zum zweiten Mal den WWE 24/7 Championship von R-Truth, diesen verlor er jedoch wieder nach sechs Stunden. Im Rahmen des WWE Drafts wechselte Mahal am 14. Oktober 2019 von SmackDown zu Raw.
Seine Rückkehr in die Shows feierte er am 26. Januar 2021. Hier bestritt er beim WWE Superstar Spectacle zusammen mit The Bollywood Boyz Samir Singh & Sunil Singh ein Tag Team Match, dieses verloren sie jedoch. Seinen nächsten Auftritt absolvierte er am 3. Mai 2021 in Rahmen der Aufzeichnungen des WWE Main Events. Hier besiegte er Jeff Hardy.
Am 10. Mai 2021 stellte er seine neuen Bodyguards Veer und Shanky vor. Am 4. Oktober 2021 wurde er beim WWE Draft zu SmackDown gedraftet. Im April 2023 wurde er von der WWE entlassen.

## Wrestling-Erfolge
World Wrestling Entertainment
- WWE Championship (1×)

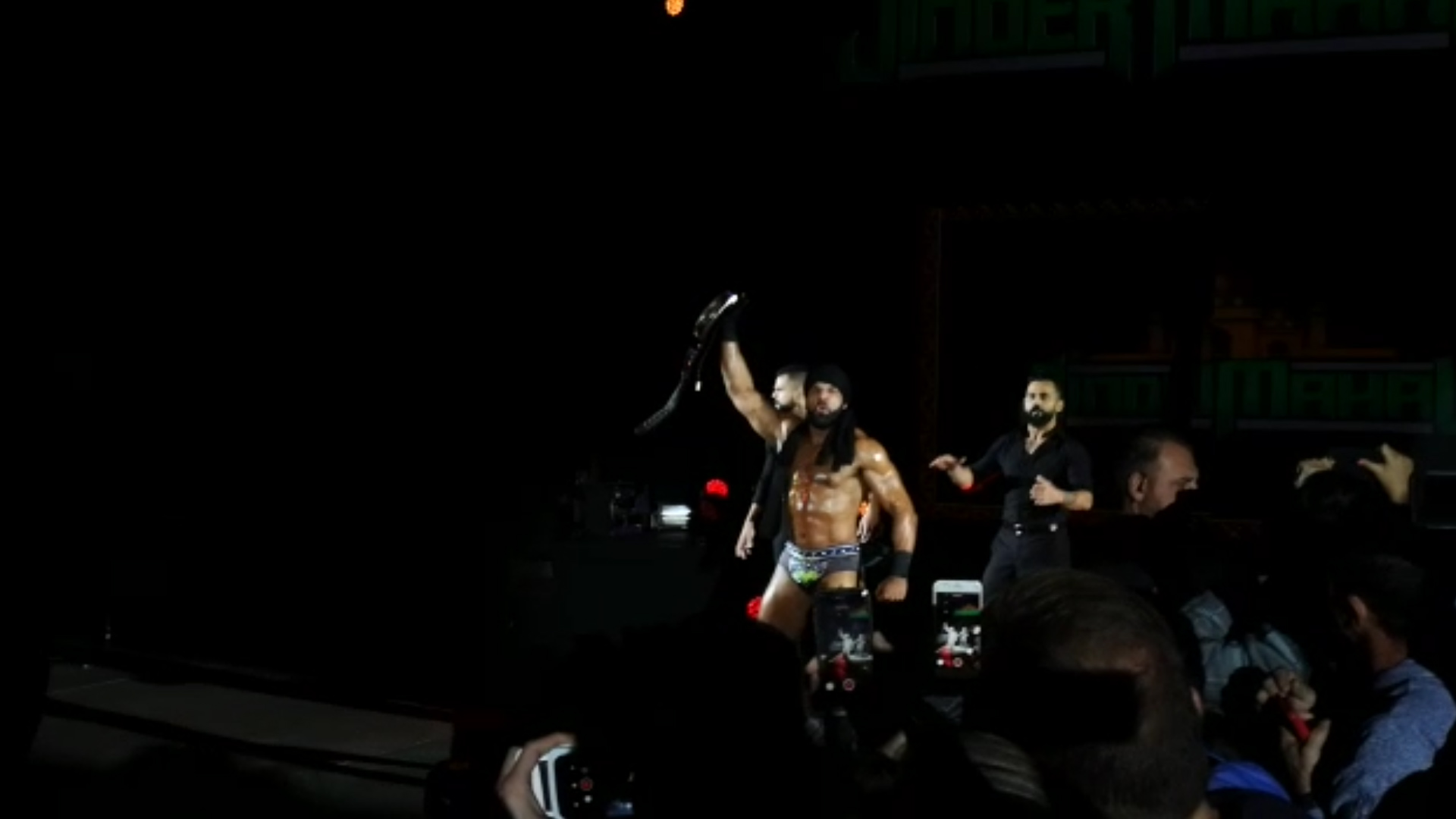
Jinder Mahal als WWE Champion, 2017.

- WWE United States Championship (1×)
- WWE 24/7 Championship (2×)

Stampede Wrestling 
- Stampede Wrestling International Tag Team Championship (2× mit Gama Singh Jr.)

Prairie Wrestling Alliance 
- PWA Heavyweight Championship (2×)
- PWA Canadian Tag Team Championship (1× mit Gama Singh Jr.)

All-Star Wrestling
- ASW Tag Team Championship (1× mit Gama Singh Jr.)